# Maciej Michaluk
Maciej Michaluk (ur. 9 września 1988 w Lublinie) – polski żużlowiec.
Od początku kariery związany z TŻ Lublin. Po wycofaniu drużyny z rozgrywek II ligi przez jeden sezon (2008) występował w drużynie Ukraina Równe. Po reaktywacji żużla w Lublinie podpisał kontrakt z KMŻ Lublin na występy w II lidze w sezonie 2009